# Camille Artisien
Camille Joseph Artisien (Bruyelle, 19 juli 1882 - Antoing, 26 oktober 1956) was een Belgisch volksvertegenwoordiger.

## Levensloop
Artisien was de zoon van een arbeider en de uitbaatster van het volkshuis in Bruyelle. Hij was nog maar elf jaar toen hij aan het werk ging als steenhouwer.
Onder impuls van zijn oudere broer Henri, die actief was in het syndicale milieu, begon Camille Artisien zich in te zetten voor sociale actie. Na de stakingsgolf van 1907-1908 was hij de motor achter de fusies van lokale steenhouwersvakbonden. In 1912 werd hij secretaris van de Socialistische Mutualiteit van Bruyelle en in december 1918 werd hij federaal secretaris van de steenhouwersvakbond van het arrondissement Doornik-Aat, een organisatie die in de periode ongeveer 5.000 leden telde. Als vakbondssecretaris eiste hij voor zijn leden het recht op betaalde vakantie op.
Artisien begaf zich ook in de politiek. In 1920 werd hij lid van het Federaal Comité van de Belgische Werkliedenpartij en het jaar nadien werd hij verkozen tot gemeenteraadslid van de gemeente Antoing. Van 1921 tot 1955 was hij er schepen. Tijdens de Tweede Wereldoorlog werd hij in oktober 1942 door Gérard Romsée, secretaris-generaal van het ministerie van Binnenlandse Zaken, uit dit ambt ontzet. Na de Bevrijding in september 1944 nam hij zijn functies opnieuw op. In mei 1955 volgde Artisien dokter Jean Huart op als burgemeester van Antoing. Hij vervulde dit ambt tot aan zijn dood in oktober 1956.
Ook in de nationale politiek werd Artisien actief. In 1925 stond hij als tweede opvolger op de socialistische Senaatslijst in Doornik-Aat en in 1936 stond hij op de onverkiesbare derde plaats van de Senaatslijst. Bij de verkiezingen van 1939 kreeg hij de tweede plaats op de lijst voor de Kamer van volksvertegenwoordigers toegewezen. Ditmaal raakte hij wel verkozen en Artisien bleef in de Kamer zetelen tot in 1946. Bij de verkiezingen in dat laatste jaar werd hij niet herkozen.